# パスカル・オベルソン
パスカル・オベルソン（Pascal Auberson、1952年4月21日 - ）は、スイスのマルチに才能を発揮するアーティストである。シャンソン歌手、パーカッション奏者、ピアニスト、作曲家として活動している。ローザンヌ出身。

## 音楽キャリア
パリでケニー・クラークからドラムを学んだ後、ジュネーブ国立高等音楽院でクラシックのトレーニングを受けアンリ・シェクス（スイス）からピアノの指導を受ける。1972年にスイス・ロマンド管弦楽団にドラマーとして入団。プロとしてのキャリアをスタートした。
その後、ブリギッテ・マイヤーとともに、フランソワ・リンデマンのピアノ・アンサンブル「ピアノセブン」と、ピアノ、ボーカル、パーカッションを担当するマルチプレイヤーとして共演。
またベルギーのスパで開催されたフレンチ・ソング・フェスティバルのシャンソン部門で優勝、多方面に才能を発揮する。
スイスはもとよりフランス、カナダ、ベルギー、ルクセンブルク、イタリア、ポルトガル、ノルウェー、ドイツ、ルーマニア、チェコスロバキア、アフリカ、中国など国外での公演にも従事。フランスの殿堂オランピア劇場（パリ）、パリ市立劇場はもとよりテレビへの出演も豊富。 ポリドール、ソノプレッセ、プレインスウェアなど多数のレーベルからアルバムを発表し活躍を続けている。
現代舞踏にも造詣が深く、振付師ダイアン・デッカーとともに、『インテリアの中』『溶解』『リレ』『一晩のイカロスの翼』『水』『牡牛を待って』『ロング・ウォーク』を発表。また振付師のネミ・ラプゼゾンとダンサーのマルセラ・サン・ペドロとのコラボレーションで『キル・ユー?』『トレース』『セブンス・ヘブン』という作品を発表。振付師のギルヘルム・ボテルホとは「ミッシング」と「ムービング・パハップス」という曲を共作した。1990年にはスイス・ヴォー州から芸術文化に対して贈られる賞のシャンソン部門グランプリを受賞した。
1997年にはジャン＝フランソワ・ボヴァールとともに、モントルー・ジャズ・フェスティバルでローザンヌ・ビッグバンド（ビッグバンにジキルとハイド）に参加。レオン・フランシオリやダニエル・バーキン、BBFC（『テンポラリー・リバティー』『ビッグバンド・ミュージック』『1991』『国境線』『ベーシスト・インスティンクト2』『フリー・キャバレー』）、イヴェット・テラウラス、 インドを代表する国際的パーカッション奏者トリロク・グルトゥ、 ピエール・オーデタ 、ダンスカンパニーのADNダイアレクトと共演を果たす。 2017年にスイス連邦文化局からスイス音楽賞を授与される。

## ディスコグラフィ

### アルバム
- Pascal Auberson (1974年、Sonopresse) ※『Ophélie』のタイトルもある[2]
- Comédienne (1976年、Sonopresse)
- Pascal Auberson (1978年、Polydor) ※『Jamaïca』のタイトルもある[2]
- L'âme Au Bout Des Doigts (1984年、Paris Album)
- "1991" (1988年、Plainisphare) ※BBFC Hatt Auberson名義
- Ange Rebelle (1988年、Baillemont Productions)
- Mille Voci (1990年、César Productions)
- Piano Seven invite Brigitte Meyer et Pascal Auberson (1991年) ※ピアノセブンとの共演盤
- Moving A Perhaps / En Manque (1995年、Alias Compagnie)
- Border Line "La Passion" (1995年、Border Line Music) ※with Daniel Bourquin、Léon Francioli
- Big Bang (1998年、Disques Office) ※with Big Band De Lausanne、Jean-François Bovard
- Aubersong 1974 - 2000 (2000年) ※コンピレーション[2]
- Le Pari de Pascal (2000年)[2]
- Ceux Qu'on Aime (2000年、César Productions)
- Kelomès (2007年、Disques Office)
- Le Meilleur De Pascal Auberson (2008年、Éditions Milan Music) ※コンピレーション
- Kelomes Live à l’Alhambra de Paris (2011年) ※ライブ[2]
- Montreux Le Live (2012年、RTSR) ※ライブ
- Offshore (2014年)[2]
- Seul Sous la Douche (2016年、Icare Productions)